# Eva Klein

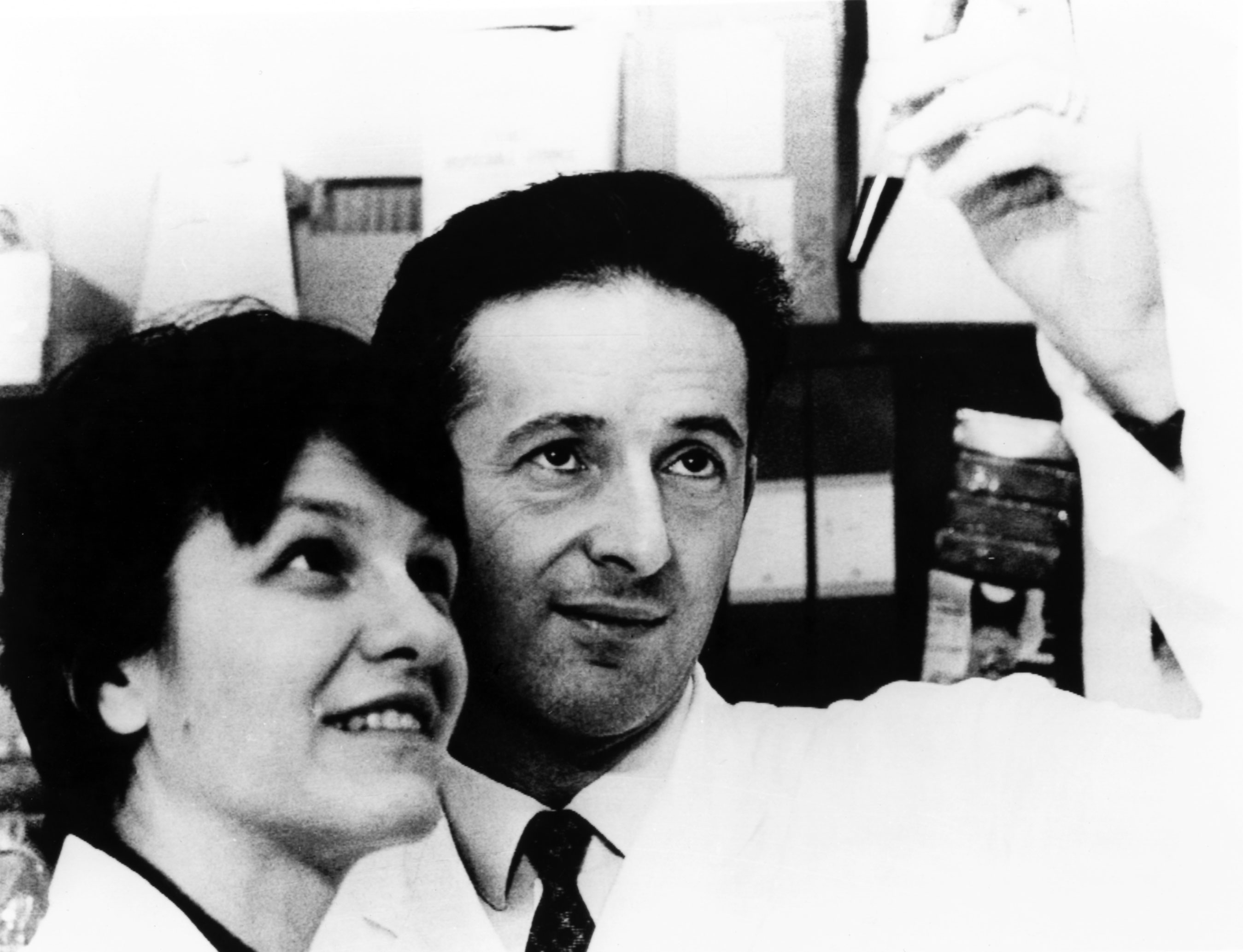
Eva und Georg Klein (1979)

Eva Klein (geboren als Éva Fischer am 22. Januar 1925 in Budapest; gestorben am 19. Januar 2025 in Stockholm) war eine ungarisch-schwedische Medizinerin und Krebsforscherin.

## Leben
Éva Fischers Kindheit war durch den Antisemitismus des ungarischen Horthy-Regimes geprägt. Sie wuchs in einer gutbürgerlichen Familie in Budapest auf, besuchte dort die Schule und begann ein Medizinstudium an der Budapester Universität. Nachdem die deutsche Wehrmacht im März 1944 Ungarn besetzt hatte, deportierten das Eichmann-Kommando und seine ungarischen Helfer über 400.000 ungarische Juden in das KZ Auschwitz. Éva Fischers Familie konnte sich in der Budapester Universitätsklinik verbergen; unter den Helfern war der Medizinstudent János Szirmai, der auf Kleins Initiative hin später als Gerechter unter den Völkern geehrt wurde.
Nach Kriegsende studierte sie Medizin an der Universität Szeged und an der Budapester Universität. Sie heiratete 1947 den Mediziner Georg Klein und sie wanderten noch im selben Jahr nach Schweden aus. Sie holte ihr ehemaliges Kindermädchen aus Budapest nach Stockholm und engagierte auch später Personal für die Kinder und den Haushalt. Eva Klein arbeitete bei Torbjörn Caspersson am Karolinska-Institut, machte 1953 in Stockholm die medizinische Staatsprüfung und wurde 1955 in Biologie promoviert. Sie wurde 1955 Dozentin für medizinische Zellforschung und 1962 Dozentin für Tumorbiologie am Karolinska-Institut. 1969 erhielt sie dort eine Professur. Klein war Mitherausgeberin der Zeitschrift Seminars in Cancer Biology. Sie publizierte 500 Zeitschriftenbeiträge auf dem Feld der Zellforschung, Krebsforschung, Immunologie und Tumorbiologie.
Bei ihrer Forschung arbeitete Eva Klein teilweise auch mit ihrem Mann zusammen; in der Regel hatten sie am Karolinska-Institut jedoch getrennte Forschungsgruppen. Beide haben bedeutende Beiträge auf dem Feld der Krebsforschung geleistet. Eva Klein trug wesentlich zur Erforschung der natürlichen Killerzellen bei. Sie erhielt 1975 zusammen mit ihrem Mann den William B. Coley Award. 1991 wurde sie zum ersten Ehrenmitglied der Israelischen Immunologischen Gesellschaft ernannt. 1993 erhielt sie den Ehrendoktortitel der University of Nebraska Omaha und 2003 den der Ohio State University, Columbus. Klein wurde 1987 in die Königlich Schwedische Akademie der Wissenschaften aufgenommen und 1993 in die Ungarische Akademie der Wissenschaften. 2013 wurde sie Fellow der American Association for Cancer Research.
Klein übersetzte literarische Werke von Dezső Kosztolányi, Attila József, Miklós Radnóti und Sándor Kányádi aus dem Ungarischen ins Schwedische.
Sie starb im Januar 2025 im Alter von 99 Jahren, drei Tage vor ihrem 100. Geburtstag.

## Schriften (Auswahl)
- Transformation of Solid into Ascites Tumors. The Wallenberg laboratory institute for cell research and genetics. Karolinska Institutet, Stockholm. Almquist och Wiksells boktryckeri, Uppsala 1955, OCLC 676909914 (Dissertation Universität Stockholm, Karolinska-Institut, 1955, 40 Seiten, 5 Beilagen).
- mit Georg Klein: Antigenic properties of lymphomas induced by the Moloney agent. 1964.
- mit Georg Klein: How one thing has led to another. 1989, doi:10.1146/annurev.iy.07.040189.000245.
- mit Federico Garrido: The Role of MHC class I and II antigen expression in immune surveillance against tumors. I. Human tumors. (= Seminars in Cancer Biology. v. 2, no. 1). Saunders, 1991, OCLC 59988656.
- mit Georg Klein: Bridge or ravine? Ideas that cross the border between scientists and non-scientists do not always survive. In: Nature. Vol. 413, No. 6854, September 2001, S. 365, doi:10.1038/35096653.
- mit Georg Klein: Vorwort für: Imre Kertész: Mannen utan öde. Fiasko; Kaddish för ett ofött barn. Übersetzt von Maria Ortman. Norstedt, Stockholm 1998, ISBN 91-7263-915-6 (schwedisch).[3]
- als Herausgeberin: Acquired immunodeficiency syndrome (= Progress in Allergy. Band 37). Karger, Basel 1986, ISBN 3-8055-4156-2 (englisch).